# Until I Feel Nothing
Until I Feel Nothing (En español: «Hasta no sentir nada») es el cuarto álbum de estudio de la banda de deathcore Carnifex. Fue grabado en los estudios "Audiohammer" en Orlando, Florida y producido por Tim Lambesis vocalista de la banda de metalcore As I Lay Dying. El álbum fue lanzado el 24 de octubre de 2011. El sencillo Dead But Dreaming fue lanzado el 23 de septiembre de 2011.

## Lista de canciones
Todas las letras escritas por Scott Lewis, toda la música compuesta por Carnifex. 
| N.º   | Título                 | Duración |  |
| 1.    | «Deathwish»            | 1:19     |  |
| 2.    | «We Spoke of Lies»     | 2:56     |  |
| 3.    | «A Grave to Blame»     | 3:38     |  |
| 4.    | «Dead But Dreaming»    | 3:51     |  |
| 5.    | «Creation Defaced»     | 4:14     |  |
| 6.    | «Dehumanize»           | 3:00     |  |
| 7.    | «Until I Feel Nothing» | 3:51     |  |
| 8.    | «Never Forgive Me»     | 3:04     |  |
| 9.    | «Wretched Entropy»     | 2:50     |  |
| 10.   | «Curse My Name»        | 3:27     |  |
| 32:14 |                        |          |  |

## Miembros y personal
Carnifex
- Shawn Cameron – batería, teclados
- Scott Lewis –  voz
- Cory Arford – guitarra
- Ryan Gudmunds – guitarra
- Fred Calderon – bajo

Producción
- Producido por Tim Lambesis
- Mezclado por Jason Suecof en los estudios Audiohammer
- Masterizado por Alan Douches en West West Side
- Programación y arreglo de cuerdas por Ashley Jurgemeyer
- Diseño de carátula por Menton3
- Layout por Doublej